# Naseobina Lišnja
Naseobina Lišnja (en serbe cyrillique : Насеобина Лишња) est un village de Bosnie-Herzégovine. Il est situé dans la municipalité de Prnjavor et dans la république serbe de Bosnie. Selon les premiers résultats du recensement bosnien de 2013, il compte 296 habitants.

## Démographie

### Évolution historique de la population dans la localité
| 1948 | 1953 | 1961 | 1971 | 1981 | 1991 | 2013 |
| ---- | ---- | ---- | ---- | ---- | ---- | ---- |
| -    | -    | 461  | 314  | 487  | 477  | 296  |

|  |

### Communauté locale
En 1991, la communauté locale de Naseobina Lišnja comptait 1 779 habitants, répartis de la manière suivante :